# Spilosoma nipponensis
Spilosoma nipponensis is een beervlinder uit de familie van de spinneruilen (Erebidae). De wetenschappelijke naam van de soort is voor het eerst geldig gepubliceerd in 1981 door Kishida & Inomata.